# 江戸川崇
江戸川 崇（えどがわ たかし、8月29日 - ）は、日本の脚本家、劇作家、演出家。劇団カラスカ主宰。岐阜県出身。
2002年、劇団鴉霞（からすか）を旗揚げ。主宰を務める。
近年は自劇団公演、レギュラーで行っている高木俊単独公演、コントユニット「エドガワ・ボトルコーヒー」などの公演も含め、年間10本以上の公演を手掛けている。

## 主な作品

### 舞台
- 劇団カラスカ全公演、脚本、演出
- 高木俊一人芝居シリーズ全公演、脚本、演出
- ELEGY KING STORE「螺旋の夜叉」（2005年）脚本
- ELEGY KING STORE「ヘクセンクロイツー復讐の聖女ー」（2006年）脚本、演出
- THEちょんまげ軍団SUPER「石川五右衛門」（2006年）原作
- SMILY☆SPIKY「ふたりぼっち」（2006年）脚本、演出
- ELEGY KING STORE「鬼泪ーキルイー」（2007年）脚本、演出
- ELEGY KING STORE「紅蓮の果てに継ぎし者」（2009年）脚本、演出
- THEちょんまげ軍団SUPER「伊達政宗」（2009年）脚本
- 舞台「アンチョビー」（2009年）脚本、演出
- THEちょんまげ軍団SUPER「真田黙示録」（2010年）脚本
- Kitty-Guys「ニューシネマパラダイちゅ☆」（2010年）脚本、演出
- Kitty-Guys「TOY STORYS」（2011年）脚本
- ELEGY KING STORE「アメノクサリ」（2011年）脚本
- オレイロ×『R』コラボ企画「TRAVELINGーあの日の約束ー」（2011年）脚本、演出
- Kitty-Guys「ポセイドンの孫とYシャツと私。」（2011年）脚本
- 梟月堂公演「下賤の天-白浪は蒼天に咲く-」（2012年）脚本
- THE☆JACABAL'S「The Devil of the 6th Heaven」（2013年）脚本
- 合同会社シザーブリッツ「グッドファーザー」（2014年）脚本、演出
- 合同会社シザーブリッツ＆GEKIIKEコラボ公演「ポセイドンの孫とYシャツと私」（2014年）脚本、演出
- 合同会社シザーブリッツ「永遠にムーン」（2014年）脚本、演出
- 合同会社シザーブリッツ「ニューシネマパラダイちゅ」（2014年）脚本、演出
- 合同会社シザーブリッツ「レンアイドッグス」（2015年）脚本、演出
- 合同会社シザーブリッツ「MEIDO IN HEAVEN」（2015年）脚本、演出
- 合同会社シザーブリッツ「男・オブ・スティール」（2015年）脚本、演出
- 水島裕企画「笑う朗読」（2015年）脚本
- 若宮亮企画「アイドルR」（2015年）脚本、演出
- 合同会社シザーブリッツ「帰ってきたアンチョビー」（2015年）脚本、演出
- 合同会社シザーブリッツ「軽くフィクション」（2015年）脚本、演出
- エドガワ・ボトルコーヒー「エドガワ・ボトルコーヒー」（2016年）脚本、演出
- エドガワ・ボトルコーヒー「エドガワ・アイスコーヒー」（2016年）脚本、演出
- VACAR ENTERTAINMENT「Novel War-悲劇と喜劇のJunction-」（2016年）脚本、演出
- エンテナPLAY UNION「あなたと私、月の舟」（2016年）脚本、演出
- 合同会社シザーブリッツ「虚ろの姫と害獣の森」（2016年）脚本、演出
- 合同会社シザーブリッツ「ゴーストシスターズ！」（2017年）脚本、演出
- 株式会社Am-bitioN「ぼくンち～ソースの覚醒～」（2017年）脚本、演出
- 合同会社シザーブリッツ「バック・島・ザ・フューチャー」（2017年）脚本、演出
- エドガワ・ボトルコーヒー「キリマンジャロは突然に」（2017年）脚本、演出
- 劇団まけん組「ダーリンの進化論」（2017年）脚本、演出
- 株式会社Am-bitioN「Hi★Jack」（2018年）脚本、演出
- チームニャックス「ニャンだこれ」（2018年）脚本、演出
- 株式会社Am-bitioN「ダレンジャーズ」（2018年）脚本、演出
- 合同会社シザーブリッツ「レンアイドッグス」（2015年、2018年）脚本、演出
- ブリッシュランド「下賤の天」（2018年）脚本
- ミナクル・カンパニー「ニューシネマパラダイちゅ」（2018年）脚本、演出
- 合同会社シザーブリッツ「ポセイドンの孫とYシャツと私」（2013年、2016年、2018年）脚本、演出
- 株式会社Am-bitioN「絵画回廊」（2018年）脚本、演出
- 株式会社AｍｰbitioN「ら・ら・ら・ららんど～天使っぽい君にラブソングを～」（2017年、2018年）脚本、演出
- 合同会社シザーブリッツ「忍び、恋うつつ」（2019年）脚本
- IKKAN Creating Works「Beautiful Runner」（2019年）演出
- 株式会社Am-bitioN「ネーチャンズ☆８」（2019年）脚本、演出
- 株式会社Am-bitioN「邪悪・ナイト・ライジング」（2019年）脚本、演出

### 映画
・「帰ってきたバスジャック」（2017年）脚本